# ملعب لا سيراميكا
ملعب لا سيراميكا أو ملعب السيراميك هو ملعب متعدد الاستخدام يقع في فياريال غالبا ما يتم استخدامه لمباريات كرة القدم. يسع الملعب لجلوس 25,000 متفرج. يعتبر الملعب الرسمي الذي يخوض فيه نادي فياريال مبارياته المنزلية. تم افتتاح الملعب في سنة 1923.
تم تغيير اسم الملعب من ملعب المادريغال إلى ملعب لا سيراميكا وأول مباراة بالاسم الجديد انتهت بالتعادل الإيجابي 1–1 ضد برشلونة في الدوري الإسباني 2016–17.

## وصلات خارجية
- El Madrigal at Villarrealcf.es
- Estadios de Espana (بالإنجليزية)